# 陽俊之
阳俊之（?—?），北齐北平郡無終縣（今天津市蓟州区）人，阳休之的弟弟，阳固第五子。
阳俊之在北齐为通直常侍，担任副使聘南陈，回国为尚书郎。高澄在位时，阳俊之多作六言歌辞，淫荡而拙，世俗流传，名为《阳五伴侣》，商贾抄写贩卖，世俗传咏。阳俊之经过市场，取出来改动了，言其字误。卖书者说：“阳五是古之贤人，作此《伴侣》，你知道什么，轻敢议论！”阳俊之大喜。后来待诏文林馆，自言：“有文集十卷，家兄也不知我是才士。”